# Prévenchères
Prévenchères är en kommun i departementet Lozère i regionen Occitanien i södra Frankrike. Kommunen ligger i kantonen Villefort som tillhör arrondissementet Mende. År 2022 hade Prévenchères 270 invånare.

## Befolkningsutveckling
Antalet invånare i kommunen Prévenchères
| Referens: INSEE |